# Mercurio nei pesci

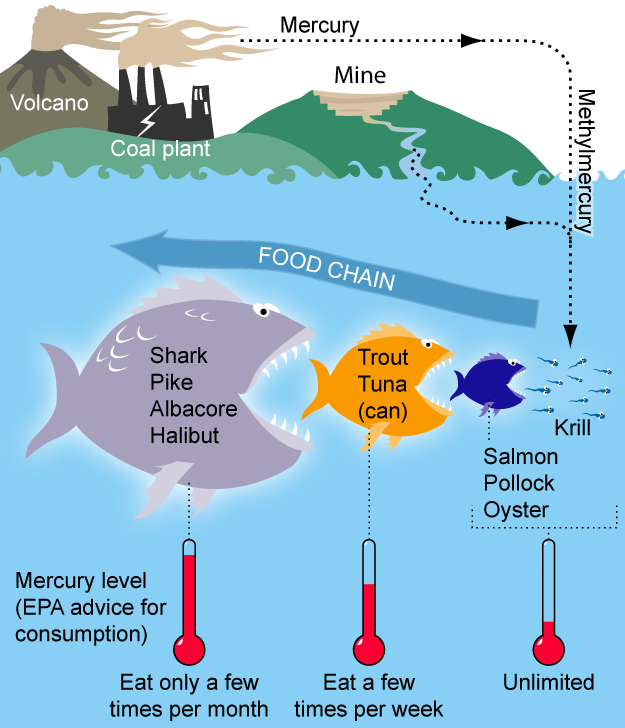
Fonti di inquinamento antropico quali combustione di carbone e estrazione di ferro possono contaminare sorgenti d'acqua con il metilmercurio, che è facilmente assorbito nell'organismo dei pesci. Attraverso il processo di biomagnificazione, i livelli di mercurio aumentano ad ogni successiva fase predatoria.

Il mercurio nei pesci e in alcuni molluschi tende, nella forma del metilmercurio, altamente tossica, ad accumularsi e magnificare. Per questo, le specie di pesci più longeve e in cima alla catena alimentare come es. marlin, tonni, squali, pesce spada, sgombro reale, tilefish e luccio contengono concentrazioni più elevate di mercurio rispetto ad altre.
Molti prodotti ittici hanno dimostrato di contenere quantità variabili di metalli pesanti, in particolare mercurio e sostanze inquinanti liposolubili da inquinamento delle acque. Il mercurio è noto per la sua facilità di bioaccumulazione anche negli esseri umani, in conseguenza del bioaccumulo nei pesci e frutti di mare di cui si nutrono le popolazioni umane, cagionando avvelenamento da mercurio. Il mercurio è pericoloso sia per ecosistemi naturali che umani, perché è un metallo noto per essere altamente tossico, in particolare a causa della sua capacità di danneggiare il sistema nervoso centrale. Negli ecosistemi marini controllati dall'uomo, costruiti solitamente per la produzione commerciale delle diverse specie di pesce, il mercurio sale sensibilmente attraverso la catena alimentare attraverso i pesci che consumano piccoli plancton, così come attraverso fonti non alimentari come i sedimenti dei fondali marini. La concentrazione di questo mercurio aumenta nei corpi dei pesci più grandi, e può essere misurata nei tessuti delle specie selezionate.
La presenza di mercurio nel pesce può essere una particolare preoccupazione per la salute per le donne che sono o saranno incinte o che allattano, oltre che per i bambini.

## Biomagnificazione
Il consumo di pesce è di gran lunga la principale fonte di esposizione al mercurio connessa all'ingestione negli esseri umani e negli animali. Il mercurio e il metilmercurio sono presenti solo in piccole concentrazioni nell'acqua di mare. Tuttavia all'inizio della catena alimentare essi sono assorbiti, di solito come metilmercurio, dalle alghe. Questa alga viene poi mangiata da pesci e altri organismi superiori nella catena alimentare. Il pesce assorbe efficientemente il metilmercurio, ma lo espelle molto lentamente. Il metilmercurio è insolubile, e dunque non suscettibile ad essere escreto. Si accumula invece soprattutto nei visceri, ma anche nel tessuto muscolare. 

Nel processo di biomagnificazione la concentrazione delle tossine più persistenti (a forma di croce) aumenta mano a mano che si sale nella catena alimentare.

Ciò comporta un bioaccumulo di mercurio, cioè un accumulo nel tessuto adiposo dei successivi livelli trofici: zooplancton, piccoli nekton, pesci più grandi, e così via. Più vecchi tali pesci diventano, più mercurio potrebbe essere assorbito. Qualunque animale si nutra di questi pesci all'interno della catena alimentare consuma anche il più elevato livello di mercurio che i pesci hanno già accumulato. Questo processo spiega perché i pesci predatori come pesce spada o squalo o gli uccelli come il falco pescatore e le aquile hanno più alte concentrazioni di mercurio nel loro tessuto, rispetto a quelle che potrebbero risultare dalla semplice esposizione diretta. Le specie all'interno della catena alimentare possono accumulare concentrazioni di mercurio fino a dieci volte superiori rispetto alle specie che consumano. Questo processo è chiamato biomagnificazione. Ad esempio, l'aringa contiene livelli di mercurio in circa 0,1 parti per milione, mentre lo squalo contiene livelli di mercurio superiori a 1 parte per milione.

## Legislazione
- Regolamento (CE) N. 1881/2006 della Commissione del 19 dicembre 2006 che definisce i tenori massimi di alcuni contaminanti nei prodotti alimentari;  GU L 364 del 20.12.2006, pag. 5
- Regolamento (CE) N. 333/2007 della Commissione del 28 marzo 2007 relativo ai metodi di campionamento e di analisi per il controllo ufficiale dei tenori di piombo, cadmio, mercurio, stagno inorganico, 3-MCPD e idrocarburi policiclici aromatici nei prodotti alimentari, GU L 08 del 29.03.2007, pag.29 e successive modifiche: Regolamento (UE) N. 836/2011, GU L 215 del 20.08.2011, pag. 9, e Rettifica del Regolamento (UE) N. 836/2011, GU L 313 del 13.11.2012, pag. 20

## Le specie più contaminate
| Livelli di mercurio nei pesci e nei molluschi presenti in commercio | Livelli di mercurio nei pesci e nei molluschi presenti in commercio | Livelli di mercurio nei pesci e nei molluschi presenti in commercio | Livelli di mercurio nei pesci e nei molluschi presenti in commercio | Livelli di mercurio nei pesci e nei molluschi presenti in commercio | Livelli di mercurio nei pesci e nei molluschi presenti in commercio | Livelli di mercurio nei pesci e nei molluschi presenti in commercio | Livelli di mercurio nei pesci e nei molluschi presenti in commercio |
| | Specie                                                              | Media (ppm)                                                         | Std dev (ppm)                                                       | Mediana (ppm)                                                       | Commento                                                            | Livello trofico                                                     | Età massima (in anni)                                               |
| --- | ------------------------------------------------------------------- | ------------------------------------------------------------------- | ------------------------------------------------------------------- | ------------------------------------------------------------------- | ------------------------------------------------------------------- | ------------------------------------------------------------------- | ------------------------------------------------------------------- |
| | Tilefish (Golfo del Messico)                                        | 1.450                                                               | n/a                                                                 | n/a                                                                 | Il Tilefish del medio Atlantico ha livelli di mercurio più alti.    | 3.6                                                                 | 35                                                                  |
| | Pesce spada                                                         | 0.995                                                               | 0.539                                                               | 0.870                                                               |                                                                     | 4.5                                                                 | 15                                                                  |
| | Squali                                                              | 0.979                                                               | 0.626                                                               | 0.811                                                               |                                                                     |                                                                     |                                                                     |
| | Maccarello reale                                                    | 0.730                                                               | n/a                                                                 | n/a                                                                 |                                                                     | 4.5                                                                 | 14                                                                  |
| | Tonno obeso                                                         | 0.689                                                               | 0.341                                                               | 0.560                                                               | Fresco/surgelato                                                    | 4.5                                                                 | 11                                                                  |
| | Pesce specchio atlantico                                            | 0.571                                                               | 0.183                                                               | 0.562                                                               |                                                                     | 4.3                                                                 | 149                                                                 |
| | Marlin *                                                            | 0.485                                                               | 0.237                                                               | 0.390                                                               |                                                                     | 4.5                                                                 |                                                                     |
| | Maccarello reale maculato                                           | 0.454                                                               | n/a                                                                 | n/a                                                                 | Golfo del Messico                                                   | 4.5                                                                 | 5                                                                   |
| | Cernie                                                              | 0.448                                                               | 0.278                                                               | 0.399                                                               | Tutte le specie                                                     | 4.2                                                                 |                                                                     |
| | Tonno                                                               | 0.391                                                               | 0.266                                                               | 0.340                                                               | Tutte le specie, Fresco/surgelato                                   |                                                                     |                                                                     |
| | Pesce serra                                                         | 0.368                                                               | 0.221                                                               | 0.305                                                               |                                                                     | 4.5                                                                 | 9                                                                   |
| | Carbonaro dell'Alaska                                               | 0.361                                                               | 0.241                                                               | 0.265                                                               |                                                                     | 3.8                                                                 | 114                                                                 |
| | Tonno albacore                                                      | 0.358                                                               | 0.138                                                               | 0.360                                                               | Fresco/surgelato                                                    | 4.3                                                                 | 9                                                                   |
| | Nototenide della Patagonia                                          | 0.354                                                               | 0.299                                                               | 0.303                                                               |                                                                     | 4.0                                                                 | 50+                                                                 |
| | Tonno pinna gialla                                                  | 0.354                                                               | 0.231                                                               | 0.311                                                               | Fresco/surgelato                                                    | 4.3                                                                 | 9                                                                   |
| | Alalunga                                                            | 0.350                                                               | 0.128                                                               | 0.338                                                               |                                                                     | 4.3                                                                 | 9                                                                   |
| | White croaker                                                       | 0.287                                                               | 0.069                                                               | 0.280                                                               | Pacifico                                                            | 3.4                                                                 |                                                                     |
| | Halibut                                                             | 0.241                                                               | 0.225                                                               | 0.188                                                               |                                                                     | 4.3                                                                 |                                                                     |
| | Weakfish                                                            | 0.235                                                               | 0.216                                                               | 0.157                                                               | Trota marina                                                        | 3.8                                                                 | 17                                                                  |
| | Scorfani                                                            | 0.233                                                               | 0.139                                                               | 0.181                                                               |                                                                     |                                                                     |                                                                     |
| | King mackerel                                                       | 0.182                                                               | n/a                                                                 | n/a                                                                 | Sud dell'Oceano Atlantico                                           | 4.5                                                                 |                                                                     |
| | Lophius                                                             | 0.181                                                               | 0.075                                                               | 0.139                                                               |                                                                     | 4.5                                                                 | 25                                                                  |
| | Red snapper                                                         | 0.166                                                               | 0.244                                                               | 0.113                                                               |                                                                     |                                                                     |                                                                     |
| | Spigola                                                             | 0.152                                                               | 0.201                                                               | 0.084                                                               | Persico spigola, Persico trota e black sea                          | 3.9                                                                 |                                                                     |
| | Perca                                                               | 0.150                                                               | 0.112                                                               | 0.146                                                               | D'acqua dolce                                                       | 4.0                                                                 |                                                                     |
| | Malacanthidae                                                       | 0.144                                                               | 0.122                                                               | 0.099                                                               |                                                                     | 3.6                                                                 | 35                                                                  |
| | Tonnetto striato                                                    | 0.144                                                               | 0.119                                                               | 0.150                                                               | Fresco/surgelato                                                    | 3.8                                                                 | 12                                                                  |
| | Buffalofish                                                         | 0.137                                                               | 0.094                                                               | 0.120                                                               |                                                                     |                                                                     |                                                                     |
| | Skate                                                               | 0.137                                                               | n/a                                                                 | n/a                                                                 |                                                                     |                                                                     |                                                                     |
| | Tonno                                                               | 0.128                                                               | 0.135                                                               | 0.078                                                               | Tutte le specie, in scatola, piccole                                |                                                                     |                                                                     |
| | Ocean perch *                                                       | 0.121                                                               | 0.125                                                               | 0.102                                                               |                                                                     |                                                                     |                                                                     |
| | Merluzzo                                                            | 0.111                                                               | 0.152                                                               | 0.066                                                               |                                                                     | 3.9                                                                 | 22                                                                  |
| | Carpe                                                               | 0.110                                                               | 0.099                                                               | 0.134                                                               |                                                                     |                                                                     |                                                                     |
| | Astice americano                                                    | 0.107                                                               | 0.076                                                               | 0.086                                                               |                                                                     |                                                                     |                                                                     |
| | California sheephead                                                | 0.093                                                               | 0.059                                                               | 0.088                                                               |                                                                     |                                                                     |                                                                     |
| | Aragoste                                                            | 0.093                                                               | 0.097                                                               | 0.062                                                               |                                                                     |                                                                     |                                                                     |
| | Whitefish                                                           | 0.089                                                               | 0.084                                                               | 0.067                                                               |                                                                     |                                                                     |                                                                     |
| | Sgombro occhione                                                    | 0.088                                                               | n/a                                                                 | n/a                                                                 | Pacifico                                                            | 3.1                                                                 |                                                                     |
| | Aringa                                                              | 0.084                                                               | 0.128                                                               | 0.048                                                               |                                                                     | 3.2                                                                 | 21                                                                  |
| | Atherinidae                                                         | 0.081                                                               | 0.103                                                               | 0.050                                                               |                                                                     | 3.1                                                                 |                                                                     |
| | Hake                                                                | 0.079                                                               | 0.064                                                               | 0.067                                                               |                                                                     | 4.0                                                                 |                                                                     |
| | Trota                                                               | 0.071                                                               | 0.141                                                               | 0.025                                                               | D'acqua dolce                                                       |                                                                     |                                                                     |
| | Granchio                                                            | 0.065                                                               | 0.096                                                               | 0.050                                                               | Granchio reale, King crab e Snow crab                               |                                                                     |                                                                     |
| | Stromateidae                                                        | 0.058                                                               | n/a                                                                 | n/a                                                                 |                                                                     | 3.5                                                                 |                                                                     |
| | Pesci piatti *                                                      | 0.056                                                               | 0.045                                                               | 0.050                                                               | Flounder, Plaice e sogliola                                         |                                                                     |                                                                     |
| | Haddock                                                             | 0.055                                                               | 0.033                                                               | 0.049                                                               | Atlantico                                                           |                                                                     |                                                                     |
| | Whiting                                                             | 0.051                                                               | 0.030                                                               | 0.052                                                               |                                                                     |                                                                     |                                                                     |
| | Sgombro                                                             | 0.050                                                               | n/a                                                                 | n/a                                                                 |                                                                     |                                                                     |                                                                     |
| | Atlantic croaker                                                    | 0.065                                                               | 0.050                                                               | 0.061                                                               |                                                                     |                                                                     |                                                                     |
| | Cefali                                                              | 0.050                                                               | 0.078                                                               | 0.014                                                               |                                                                     |                                                                     |                                                                     |
| | American shad                                                       | 0.039                                                               | 0.045                                                               | 0.045                                                               |                                                                     |                                                                     |                                                                     |
| | Gambero                                                             | 0.035                                                               | 0.033                                                               | 0.012                                                               |                                                                     |                                                                     |                                                                     |
| | Merluzzo giallo                                                     | 0.031                                                               | 0.089                                                               | 0.003                                                               |                                                                     |                                                                     |                                                                     |
| | Pesce gatto                                                         | 0.025                                                               | 0.057                                                               | 0.005                                                               |                                                                     | 3.9                                                                 | 24                                                                  |
| | Calamari                                                            | 0.023                                                               | 0.022                                                               | 0.016                                                               |                                                                     |                                                                     |                                                                     |
| | Salmone *                                                           | 0.022                                                               | 0.034                                                               | 0.015                                                               | Fresco/surgelato                                                    |                                                                     |                                                                     |
| | Acciughe                                                            | 0.017                                                               | 0.015                                                               | 0.014                                                               |                                                                     | 3.1                                                                 |                                                                     |
| | Sardine                                                             | 0.013                                                               | 0.015                                                               | 0.010                                                               |                                                                     | 2.7                                                                 |                                                                     |
| | Tilapia *                                                           | 0.013                                                               | 0.023                                                               | 0.004                                                               |                                                                     |                                                                     |                                                                     |
| | Ostriche                                                            | 0.012                                                               | 0.035                                                               | n/d                                                                 |                                                                     |                                                                     |                                                                     |
| | Vongole *                                                           | 0.009                                                               | 0.011                                                               | 0.002                                                               |                                                                     |                                                                     |                                                                     |
| | Salmone *                                                           | 0.008                                                               | 0.017                                                               | n/d                                                                 | In scatola                                                          |                                                                     |                                                                     |
| | Capasanta                                                           | 0.003                                                               | 0.007                                                               | n/d                                                                 |                                                                     |                                                                     |                                                                     |
| | Gamberetti *                                                        | 0.001                                                               | 0.013                                                               | 0.009                                                               |                                                                     |                                                                     | 6.5                                                                 |
| * indica che solo il metilmercurio è stato analizzato (tutti gli altri risultati sono per il mercurio complessivo) n / a - dato non disponibile n / d - sotto il livello di rilevamento (0,01 ppm) |                                                                     |                                                                     |                                                                     |                                                                     |                                                                     |                                                                     |                                                                     |